# 7de uitreiking van de Premios Goya
De 7de uitreiking van de Premios Goya vond plaats in Madrid op 14 maart 1993. De ceremonie werd uitgezonden op TVE en werd gepresenteerd door Imanol Arias.

## Winnaars en genomineerden
| Beste film | Beste regisseur |
| --- | --- |
| - Belle Époque - El maestro de esgrima - Jamón Jamón | - Fernando Trueba — Belle Époque - Pedro Olea — El maestro de esgrima - Bigas Luna — Jamón Jamón |
| Beste acteur | Beste actrice |
| - Alfredo Landa — La marrana - Javier Bardem — Jamón Jamón - Jorge Sanz — Belle Époque                                                                                                   | - Ariadna Gil — Belle Époque - Penélope Cruz — Jamón Jamón - Assumpta Serna — El maestro de esgrima |
| Beste mannelijke bijrol | Beste vrouwelijke bijrol |
| - Fernando Fernán Gómez — Belle Époque - Gabino Diego — Belle Époque - Enrique San Francisco — Orquesta Club Virginia                                                                    | - Chus Lampreave — Belle Époque - Mary Carmen Ramírez — Belle Époque - Pastora Vega — Demasiado corazón |
| Beste debuterend acteur | Beste debuterend actrice |
| Prijs werd pas vanaf de 9de uitreiking uitgereikt. | Prijs werd pas vanaf de 9de uitreiking uitgereikt. |
| Beste origineel scenario | Beste bewerkt scenario |
| - Belle Époque — Rafael Azcona, José Luis García Sánchez, Fernando Trueba - Jamón Jamón — Cuca Canals, Bigas Luna - Vacas — Julio Médem, Michel Gaztambide                               | - El maestro de esgrima — Antonio Larreta, Francisco Prada, Pedro Olea, Arturo Pérez-Reverte - El laberinto griego — Rafael Alcázar, Manuel Vázquez Montalbán - Yo me bajo en la próxima, ¿y usted? — Adolfo Marsillach |
| Beste Spaanstalige buitenlandse film | Beste Europese film |
| - Un lugar en el mundo — Argentinië - Como agua para chocolate — Mexico - Disparen a matar — Venezuela                                                                                   | - Indochine — Régis Wargnier - Hidden Agenda — Ken Loach - Riff-Raff — Ken Loach |
| Beste debuterend regisseur | Beste animatiefilm |
| - Julio Medem — Vacas - Álex de la Iglesia — Acción mutante - Chus Gutiérrez — Sublet | Prijs werd dit jaar niet uitgereikt. |
| Beste camerawerk | Beste montage |
| - Belle Époque — José Luis Alcaine - El maestro de esgrima — Alfredo F. Mayo - Jamón Jamón — José Luis Alcaine - La marrana — Hans Burmann                                               | - Belle Époque — Carmen Frías - Acción mutante — Pablo Blanco - El maestro de esgrima — José Salcedo |
| Beste artdirector | Beste productiemanager |
| - Belle Époque — Juan Botella - Acción mutante — José Luis Arrizabalaga - El maestro de esgrima — Luis Vallés                                                                            | - Acción mutante — Esther García - Belle Époque — Cristina Huete - El maestro de esgrima — Antonio Guillén |
| Beste geluid | Beste speciale effecten |
| - Orquesta Club Virginia — Julio Recuero, Gilles Ortion, Enrique Molinero, José Antonio Bermúdez - Belle Époque — Georges Prat, Alfonso Pino - Jamón Jamón — Miguel Rejas, Ricard Casals | - Acción mutante — Olivier Gleyze, Yves Domenjoud, Jean-Baptiste Bonetto, Bernard Andre Le Boette, Emilio Ruiz, Hipólito Cantero - Demasiado corazón — Lee Wilson - Vacas — Reyes Abades                                |
| Beste kostuums | Beste grime en haarstijl |
| - El maestro de esgrima — Javier Artiñano - Belle Époque — Lala Huete - La reina anónima — Yvonne Blake                                                                                  | - Acción mutante — Paca Almenara - Belle Époque — Ana Lorena, Ana Ferreira - El maestro de esgrima — Romana González, Josefa Morales                                                                                    |
| Beste filmmuziek | Beste origineel nummer |
| - El maestro de esgrima — José Nieto - Belle Époque — Antoine Duhamel - Orquesta Club Virginia — Santi Arisa - Vacas — Alberto Iglesias                                                  | Prijs werd pas vanaf de 15de uitreiking uitgereikt. |
| Beste korte film | Beste korte animatiefilm |
| - El columpio — Álvaro Fernández Armero - Huntza — Antonio Conesa - Oro en la pared — Jesús R. Delgado                                                                                   | Prijs werd pas vanaf de 9de uitreiking uitgereikt. |
| Beste documentaire | Beste korte documentaire |
| Prijs werd pas vanaf de 16de uitreiking uitgereikt. | - Primer acorde — Ramiro Gómez Bermúdez de Castro - Manualidades — Santiago Lorenzo |
| Ere-Goya | |
| Manuel Mur Oti | |

## Prijzen per film
| Film                   | Nominaties | Prijzen |
| ---------------------- | ---------- | ------- |
| Belle Époque           | 17         | 9       |
| El maestro de esgrima  | 11         | 3       |
| Jamón Jamón            | 7          | 0       |
| Acción mutante         | 6          | 3       |
| Vacas                  | 4          | 1       |
| Orquesta Club Virginia | 3          | 1       |
| La marrana             | 2          | 1       |
| Demasiado corazón      | 2          | 0       |